# Criador do Mundo ao Vivo
Criador do Mundo é o primeiro álbum ao vivo da cantora brasileira Daniela Araújo, lançado em junho de 2016 pela gravadora Som Livre. O repertório concentra-se nas faixas dos álbuns Daniela Araújo (2011) e Criador do Mundo (2014), e conta com as participações de Lito Atalaia, Eula Paula e Jorge Araújo. Na gravação, o cantor Leonardo Gonçalves também participou, mas sua parte foi removida do material.

## Antecedentes
Em maio de 2014, Daniela Araújo lançou Criador do Mundo pela Onimusic. O projeto recebeu avaliações favoráveis e motivou, mais tarde, a gravação de um projeto ao vivo, que também contemplasse o repertório de Daniela Araújo (2011).

## Gravação
O álbum foi gravado em 20 de setembro de 2014 no Espaço Vida Nova, em São Paulo. O show recebeu as participações de Lito Atalaia, Eula Paula, Jorge Araújo e o então marido de Daniela, o cantor Leonardo Gonçalves. O projeto, que contou com direção de Hugo Pessoa, sofreu vários atrasos de lançamento, sobretudo pela assinatura de contrato com a gravadora Som Livre. Entre a gravação e o lançamento, Daniela e Leonardo se divorciaram. O dueto dos cantores em "Lugar Seguro" não foi lançado.

## Lançamento e recepção
| Críticas profissionais | Críticas profissionais |
| Avaliações da crítica  | Avaliações da crítica  |
| Fonte                  | Avaliação              |
| ---------------------- | ---------------------- |
| Super Gospel           | [ 5 ]                  |

Criador do Mundo ao Vivo foi lançado em julho de 2016 pela gravadora Som Livre. Com cotação de 4 de 5 estrelas para o Super Gospel, o texto de Tiago Abreu defendeu que o álbum "aproveita a boa fase da cantora nesta década. Afinal, se apossa de Daniela Araújo (2011) e Criador do Mundo (2014), álbuns cuja unanimidade de público e crítica no segmento evangélico são reais" e que "a apresentação de Daniela é muito correta, atrativa e alterna grandes momentos em sua breve carreira marcada pela resiliência".

## Faixas
1. "Teu Perdão"
2. "Criador do Mundo"
3. "Verdade"
4. "Tempo"
5. "Dono dos Meus Dias"
6. "Deus"
7. "Imensurável"
8. "Faça Morada"
9. "Liberdade"
10. "Te Alcançar"
11. "Santo e Graça"
12. "Entrega"
13. "Guia-me"
14. "Jesus (Até o Final)"